# Wolfgang Popp (Tennisspieler)
Wolfgang Popp (* 19. Mai 1959 in Frankfurt am Main) ist ein ehemaliger deutscher Tennisspieler, Sportmanager und Fotograf.

## Ausbildung
Nach dem Abitur an der Bettinaschule 1978 begann er ein Grundstudium Biologie an der Johann Wolfgang Goethe-Universität in Frankfurt am Main.

## Leben
Popp gewann mehrere Deutsche Jugendmeistertitel (1976, 1977) und wurde 1976 Jugend-Europameister. 1983 wurde er erstmals Deutscher Meister in einem dramatischen 5-Satz-Match gegen Karl Meiler. Einen weiteren Deutschen Meistertitel gewann er 1988. 1980 wurde er erstmals mit Jürgen Faßbender deutscher Doppelmeister in der Halle. Es folgten weitere Deutsche Doppeltitel in der Halle in den Jahren 1986 sowie bei den Deutschen Freiluftmeisterschaften 1980, 1982, 1983 (mit Andreas Maurer) und 1988, 1991 (mit Udo Riglewski). Mit seinem Verein TC Blau-Weiss Neuss gewann er in der Tennis-Bundesliga von 1983 bis 1990 sieben Deutsche Meisterschaften.
Auf der ATP-Tour spielte er von 1979 bis 1988 und erreichte seine beste Platzierung im November 1980 (ATP-Ranking 80). Im Doppel gewann er 1987 das ATP-Turnier von Florenz (Grand Prix) im Doppel mit Udo Riglewski.
Für Deutschland spielte er von 1982 bis 1984 im Davis-Cup-Team und schaffte nach dem Abstieg aus der World-Group gegen Argentinien (Vilas, Clerc, Gattiker, Ganzabal) 1982 in Buenos Aires den Wiederaufstieg 1983 gegen die Schweiz (H. Günthardt, M. Günthardt, Stadler) in Freiburg.
Er gewann mit seinem Team (Keretic, Westphal, Jelen, Schwaier) 1983 völlig überraschend den King’s Cup gegen die Tschechoslowakei im schwedischen Uppsala und spielte über 4 Jahre für Deutschland beim World-Team-Cup in Düsseldorf.
Nach seiner aktiven Karriere arbeitete er 2 Jahre als Coach von Eric Jelen und begann 1991 eine berufliche Laufbahn im Sportmanagement bei IMG, DTB, Schmidt und Kaiser GmbH und Zimmermann GmbH.
2007 intensivierte er seine fotografische Leidenschaft, die er bis dato parallel zu seinen Tennisreisen seit seinem zwanzigsten Lebensjahr ausübte. Ergänzend absolvierte er eine Ausbildung im Bereich digitale Medienproduktion und hatte seine erste Fotoausstellung 2010 auf der Düsseldorfer Königsallee. Seit 2011 arbeitet er in einem eigenen Fotostudio mit Privatgalerie in Düsseldorf.